# فرد إي. ميلر
فرد إي. ميلر (بالإنجليزية: Fred E. Miller)‏ هو مصور أمريكي، ولد في 1868 في شيكاغو في الولايات المتحدة، وتوفي في 1936.